# Union Jack (comics)
Pour les articles homonymes, voir Union Jack.
Union Jack est le nom de plusieurs super-héros évoluant dans l'univers Marvel de la maison d'édition Marvel Comics. Le premier est apparu dans le comic book The Invaders #7 en 1976.

## Biographie des personnages

### James Montgomery Falsworth
Au service du gouvernement britannique, Lord James Montgomery Falsworth fut tout d'abord un aventurier surnommé Union Jack pendant la Première Guerre Mondiale. Il fut pendant un moment membre d'un équipe appelée Freedom's Five. Son principal ennemi était le Baron Blood, un saboteur travaillant pour les Allemands. Il reprit une vie normale à la fin de la guerre, dans sa propriété de famille.
Quand la Seconde Guerre Mondiale éclata, le jeune quinquagénaire reprit son identité de combattant et fit partie des Envahisseurs pour combattre son ennemi de toujours qui avait capturé et mordu sa fille Jacqueline (elle devint l'héroïne Spitfire à la suite d'une transfusion sanguine). Son manoir servit de base aux super-héros. Au cours d'un combat, il eut les jambes écrasées par un rocher, le laissant infirme. Il se retira alors du monde des super-héros et reprit son poste d'espion Anglais. Capturé en Allemagne, il fut sauvé par son fils Brian (agissant sous l'identité du Destroyer) qu'il croyait à tort être un traître à la solde du Régime Nazi. Réconciliés, le père transmit le costume d'Union Jack à son fils.
Brian décéda toutefois quelques années après la guerre, dans un accident de voiture.

### Joe Chapman
Fils de charpentier naval, Joe Chapman en a longtemps voulu à son père de vivre dans la misère. Inscrit à l'école d'art de Manchester, il y rencontra un lutteur, Kenneth Crichton, un fils de bonne famille. Tous deux devinrent inséparables.
Quelques années plus tard, Kenneth invita Joe au manoir familial, où avaient grandi le grand-père de Kenneth, Montgomery Falsworth, et son oncle Brian. Ces deux hommes avaient porté le costume d'Union Jack. La mère de Kenneth, Jacqueline Falsworth-Crichton, n'était autre que la justicière Spitfire, et son grand-oncle John était le sinistre assassin Baron Blood.
Montgomery eut un malaise, et le docteur Cromwell fut appelé au manoir. Kenneth et Joe, dans le costume d'Union Jack, découvrirent que ce médecin était l'alter égo de Blood. Grâce à l'aide de Captain America, grand ami de Montgomery, Blood fut décapité et incinéré. Mais le vieil homme décéda dans la nuit.
Kenneth demanda plus tard à Joe de reprendre le costume pour que la tradition continue. Kenneth, malade, sentit par la suite que son ami lui avait volé son héritage.
Il participa au Tournoi des Champions, et faillit ensuite perdre l'esprit de son alter ego, en aidant ses amis protestataires à fuir la police. 
Plus tard, le Chevalier Vert, un esprit représentant la vitalité de la Terre, choisit Joe pour en faire son champion, lui octroyant le pouvoir des Pendragon, le même pouvoir qui servit à Lancelot du Lac et à Captain UK. En une nuit, Joe gagna 14 kg et fut dirigé vers ses nouveaux compagnons anglais : Captain Britain et Kate McClellan. Les deux hommes surmontèrent leur différence politique. Il tomba amoureux de Kate, mais cette dernière se prit d'affection pour un autre Pendragon : Ben Gallagher. Il luttèrent contre leur ennemi avec Iron Man.
Après cela, Joe se servit de la richesse cachée des Falsworth pour acheter une ferme au Wiltshire et y établir le QG des Chevaliers de Pendragon.
Plus tard, Joe accompagna Jacqueline et Namorita en Allemagne, pour sauver Namor et la veuve de Toro des griffes de nazis de Master Man. Jackie fut blessée, mais une transfusion sanguine de Toro lui rendit jeunesse et pouvoirs.
Il partit aider la Panthère Noire luttant contre des trafiquants d'ivoire. En Asie, il fut tué par un géant nommé Dolph.
Il se réveilla en armure à Avalon. Sentant que son ennemi, le Seigneur Rouge, s'apprêtait à attaquer Avalon, le Chevalier Vert invoqua tous les Pendragons, passés, présents et futurs pour combattre le Mal. Ben Gallagher fut tué dans l'assaut sur Terre, et il revint lui aussi à la vie a Avalon. Les deux hommes, après avoir fait la paix, partirent tuer Dolph mais le payèrent de nouveau de leurs vies. Le pouvoir de Ben était encore assez puissant pour sauver un des deux chevaliers, et il choisit de sauver la vie de son ami, avant de s'éteindre à jamais.
Joe s'établit pendant quelques années à Avalon et il protégea le royaumes mystique de ses agresseurs. Il tua un Baron Blood ressuscité par le mal. Quand les Chevaliers se séparèrent à la suite d'une catastrophe provoqué sur un monde alternatif, Joe resta.
Plus tard, il reprit l'identité d'Union Jack et eut une courte relation avec Romany Wisdom. Il lutta contre une secte de vampires et son ancien ami, devenu le nouveau Baron Blood. La secte vola le Saint Graal et la Baronne l'utilisa pour vaincre sa faiblesse contre le soleil. La Baronne laissa mourir ses fidèles et Ken, brûlés par les rayons solaires. Joe jura de venger sa mort, et il se rapprocha de Jackie (la mère de Ken).
Il protégea Irène Merryweather d'agents du Club des Damnés, lutta contre des aliens ayant transformé la terre en prison stellaire.
Joe et sa compagne Jackie furent approchés par le Thin Man qui reforma les Invaders pour déjouer un complot politique orchestré par les nazis.
Après quelques aventures, Joe devint agent du MI-5, et il se sépara de Jackie.
À la mort de la super-héroïne Brittania, tuée par un dragon symbiote, il devient le leader de « The Union », l’équipe de super-héros officielle de la Grande-Bretagne.

## Pouvoirs et capacités
- Le pouvoir de Pendragon donne à Joe une force surhumaine, une guérison rapide et des sens parfaits. Il peut soulever plusieurs tonnes dans des conditions optimales et guérir de côtes brisées en une nuit.
- Union Jack est un combattant remarquable, avec ou sans armes. Il se sert d'un revolver Webley, arme réglementaire des soldats britanniques lors des deux guerres mondiales, et d'une dague en acier. Mais on l'a aussi vu utiliser des mitrailleuses ou des bâtons.
- Son armure mystique augmentait ses pouvoirs d'un niveau inconnu.
- Son costume d'Union Jack est pare-balle.
- Il possédait une moto possédant un auto-pilote et capable de traverser les dimensions, entre Avalon et la Terre.

## Entourage

### Freedom's Five
Freedom's Five est une équipe de super-héros appartenant à l'univers de  Marvel Comics. L'équipe apparaît dans le comic book Invaders #7, en 1976. Elle est composée de super-héros dits de l'Âge d'or des comics, pour combattre l'Allemagne et défendre les pays alliés. L'équipe est composée de
- Union Jack, Lord Falsworth
- le Crimson Cavalier, qui semble être de  la famille du Swordsman des Vengeurs.
- Phantom Eagle (Karl Kaufman), un pilote américain
- Sir Steel, un chevalier armuré
- Silver Squire, l'écuyer du Sir, armé d'une masse et d'un grand bouclier.

### The Union
The Union est une équipe de super-héros appartenant à l'univers de  Marvel Comics. L'équipe apparaît lors de l’arc King in Black (en) en 2020. Créée par le gouvernement britannique,  elle est composée de représentant de chaque nation de la Grande-Bretagne : 
- Union Jack, Joe Chapman
- Kelpie, ancien démon de l’eau écossais
- Snakes, homme – serpents d’Irlande du Nord
- The Choir, femme du Pays de Galles à la voix dévastatrice
- Bulldog, l’homme fort d’Angleterre